# اختلاف دمای متوسط لگاریتمی
اختلاف دمای متوسط لگاریتمی(به انگلیسی: Logarithmic mean temperature difference یا به صورت مخفف LMTD) در انتقال حرارت و در محاسبات مربوط به مبدل های حرارتی،بیان گر نیروی محرکه حرارتی در انتقال حرارت از سیال گرم به سیال سرد در داخل مبدل ها می باشد.مقدار عددی بیشتر از این کمیت بیانگر انتقال گرمای بیشتر در داخل مبدل است.

## تعریف
برای محاسبه اختلاف دمای متوسط لگاریتمی از رابطه زیر استفاده می شود:
{\displaystyle LMTD={\frac {\Delta T_{i}-\Delta T_{o}}{\ln \left({\frac {\Delta T_{i}}{\Delta T_{o}}}\right)}}}
با توجه به نمودار زیر مقادیر {\displaystyle \Delta T_{i}} و {\displaystyle \Delta T_{o}} عبارت اند از اختلاف دمای سیال سرد و گرم در ورودی مبدل و در خروجی مبدل.

در تصویر سمت راست ،اختلاف دماهای ورودی و خروجی در داخل مبدل برای حرکت غیر هم جهت دو سیال در داخل مبدل و در سمت چپ برای دو سیال هم جهت نشان داده شده است

## کاربرد ها
مهمترین کاربرد این کمیت در محاسبه حرارت انتقال یافته از سیال گرم به سیال سرد در یک مبدل حرارتی می باشد به صورت زیر:
{\displaystyle Q=h\times A\times LMTD}
در این رابطه {\displaystyle Q} مبین مقدار حرارت منتقل شده به وات،{\displaystyle h} نشان دهنده ضریب انتقال حرارت به وات بر متر مربع بر کلوین و {\displaystyle A} سطح تبادل گرما به متر مربع می باشد.